# Mumindalen (TV-serie)
Mumindalen, (även känd som Jul i Mumindalen), var SVT:s julkalender 1973, baserad på Tove och Lars Janssons berättelser om Mumintrollen i regi av Pi Lind och Ingegerd Lönnroth. Serien gjordes av mimartister i mumintrollsdräkter där rösterna lades på i efterhand. 1973 var första året då julkalendern visades i TV2, en kanal som inte alla i Sverige kunde se på den tiden. Dessutom var det första gången som det inte var samma kalender i TV och radio.
Serien är skriven av Tove och Lars Jansson och bygger till stor del på Tove Janssons böcker om mumintrollen: Trollvinter, Det osynliga barnet och andra berättelser, Trollkarlens hatt.

## Handling
Muminfamiljen har gått i ide som de alltid har gjort förut, men så händer något som inte har hänt förut. Månen skiner in i Mumintrollets ögon och han vaknar och kan inte somna om. Mumintrollet tror först att världen dött medan han sovit eftersom allt är täckt av den för honom okända snön, men har ger sig ut för att utforska denna nya värld. Allteftersom framträder nya figurer, vänner och gamla bekanta ur vinterns sömniga landskap.

## Skådespelare
| Röst               | Roll              | Mim                       |
| ------------------ | ----------------- | ------------------------- |
| Toivo Pawlo        | Berättaren        | –                         |
| Börje Ahlstedt     | Mumintrollet      | Peter Radise              |
| Gerd Hagman        | Muminmamman       | Helena Fransson           |
| Jan Erik Lindqvist | Muminpappan       | Arne Högsander            |
| Ellika Lindén      | Filifjonkan       | Arne Högsander            |
| Sif Ruud           | Too-ticki         | Mariann Nordwall          |
| Christina Schollin | Lilla My          | Ann-Christin Waldemarsson |
| Lottie Ejebrant    | Snorkfröken       | Ingegerd Lönnroth         |
| –                  | Isfrun            | Ingegerd Lönnroth         |
| Håkan Serner       | Snusmumriken      | Lilian Dahlgren           |
| Lennart Gregor     | Hemulen           | Mihail Butnariu           |
| Manne Grünberger   | Ynk               | Urban Wahlstedt           |
| Mariann Nordwall   | Salome            | Urban Wahlstedt           |
| Rebecca Pawlo      | Ekorren           | Urban Wahlstedt           |
| Gunnar Ernblad     | Förfadern         | Urban Wahlstedt           |
| Gunnar Ernblad     | Ögonbrynsvarelsen | Urban Wahlstedt           |
| Elisaveta          | Gafsan            | Urban Wahlstedt           |
| –                  | Mårran            | Urban Wahlstedt           |
| Inga-Lill Åhström  | En gäst           | Marianne Mohaupt          |
| Inger Granath      | Ninni             | Paula Klein               |
| Gunilla O. Larsson | Krypet            | –                         |

## Papperskalender

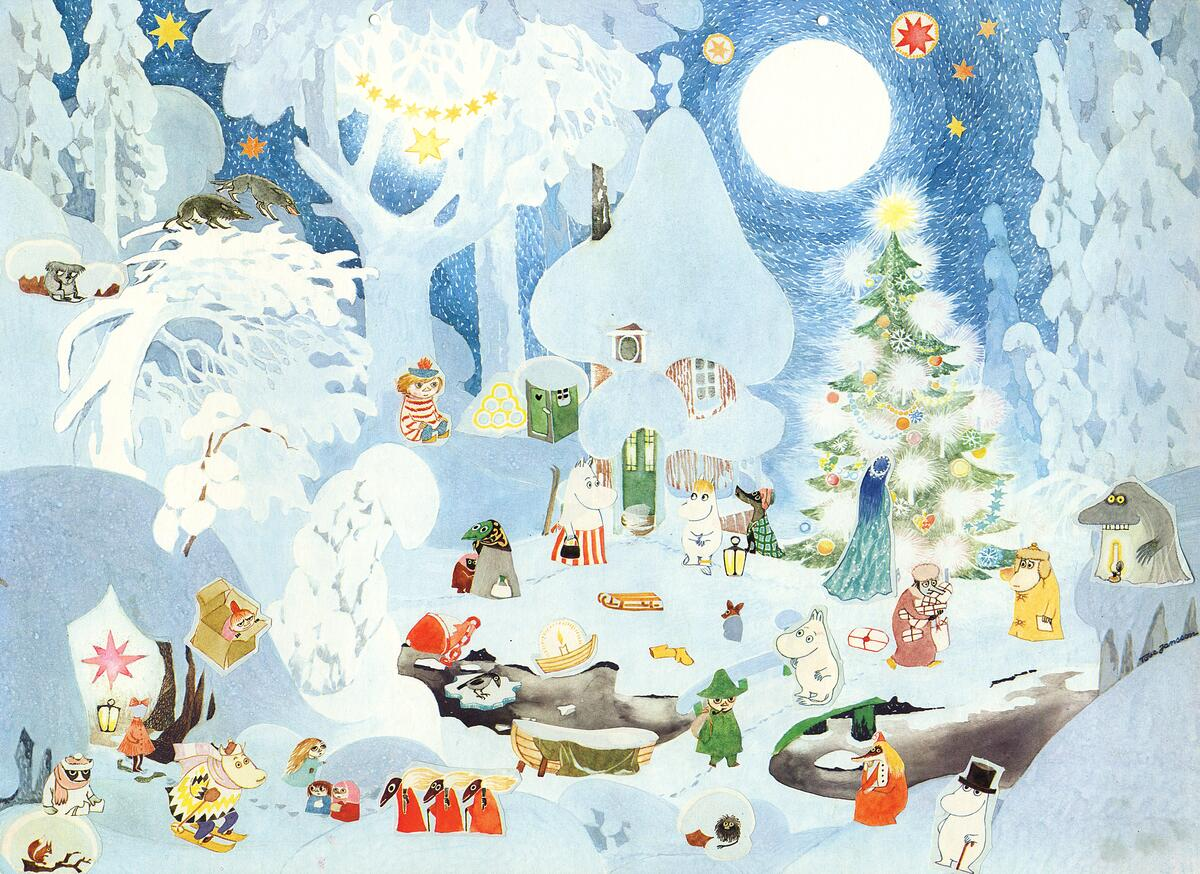
Papperskalender

Årets papperskalender ritades av Lars Jansson och föreställer ett snötäckt Mumindalen med Muminhuset i fokus. Det finns fotspår som går från en snögrotta över den frusna bäcken, förbi en tänd julgran fram till Muminhuset.

## Avsnitt
| Datum            | Titel                        |
| ---------------- | ---------------------------- |
| 1 december 1973  | Det ensamma mumintrollet     |
| 2 december 1973  | Det förtrollade badhuset     |
| 3 december 1973  | Lilla My åker kana           |
| 4 december 1973  | Den stora kölden             |
| 5 december 1973  | Isfrun kommer                |
| 6 december 1973  | Den stora brasan             |
| 7 december 1973  | Möte med en förfader         |
| 8 december 1973  | Knytt och hemuler            |
| 9 december 1973  | Vad ska vi göra med hemulen? |
| 10 december 1973 | Snöstorm                     |
| 11 december 1973 | På väg tillsammans           |
| 12 december 1973 | Den första våren             |
| 13 december 1973 | Muminmamman                  |
| 14 december 1973 | Förfäder och sonsöner        |
| 15 december 1973 | Vårvisan                     |
| 16 december 1973 | Förfadern försvinner         |
| 17 december 1973 | Sommar i mumindalen          |
| 18 december 1973 | På en obebodd ö              |
| 19 december 1973 | Åska                         |
| 20 december 1973 | En vacker dam flyter iland   |
| 21 december 1973 | Det osynliga barnet          |
| 22 december 1973 | Att våga bli arg             |
| 23 december 1973 | Det farliga kommer           |
| 24 december 1973 | Julafton                     |

## Mottagande
Serien fick goda betyg i pressen, detta efter tre år då julkalendrarna hade fått hård kritik. Tove Jansson, som även besökte inspelningen flera gånger, blev mycket nöjd med serien.

## Utgivning
Serien har givits ut på VHS och DVD av Independent Entertainment och Carlton.

### Fotnoter
1. ↑   När Var Hur 1999. DN
2. 1 2 3 4 5  Stenudd, Solveig (2004). Teskedsgumman, Pettson, Pelle Svanslös och alla de andra : julkalendern i radio och TV genom tiderna (Ny, utök. version). Sveriges television (SVT). sid. 42-43. ISBN 91-975013-0-1. OCLC 186559284. https://www.worldcat.org/oclc/186559284. Läst 8 februari 2023
3. 1 2 3  ”Mumindalen”. smdb.kb.se. Svensk mediedatabas. https://smdb.kb.se/catalog/id/001420167. Läst 6 juni 2025.
4. ↑  Jan Gradvall (1996). TV! Nedslag i Sveriges Televisions historia. Stockholm: Sveriges Radios förlag. ISBN 91-522-1780-9
5. ↑  Röster i Radio-TV, nr. 49 1973
6. ↑  ”Mumindalen (1973) - SFdb”. https://www.svenskfilmdatabas.se/sv/item/?type=film&itemid=25497. Läst 8 februari 2023.
7. ↑  ”Mumindalen”. smdb.kb.se. Svensk mediedatabas. https://smdb.kb.se/catalog/id/001405759. Läst 6 juni 2025.